# Toyota T100
La Toyota T100 es una camioneta pickup de tamaño completo producida por Toyota entre 1992 y 1998. Fue desarrollada estrictamente para los mercados de EE. UU. (Y Canadá), donde las camionetas más grandes tienen una participación de mercado considerable.

## Historia

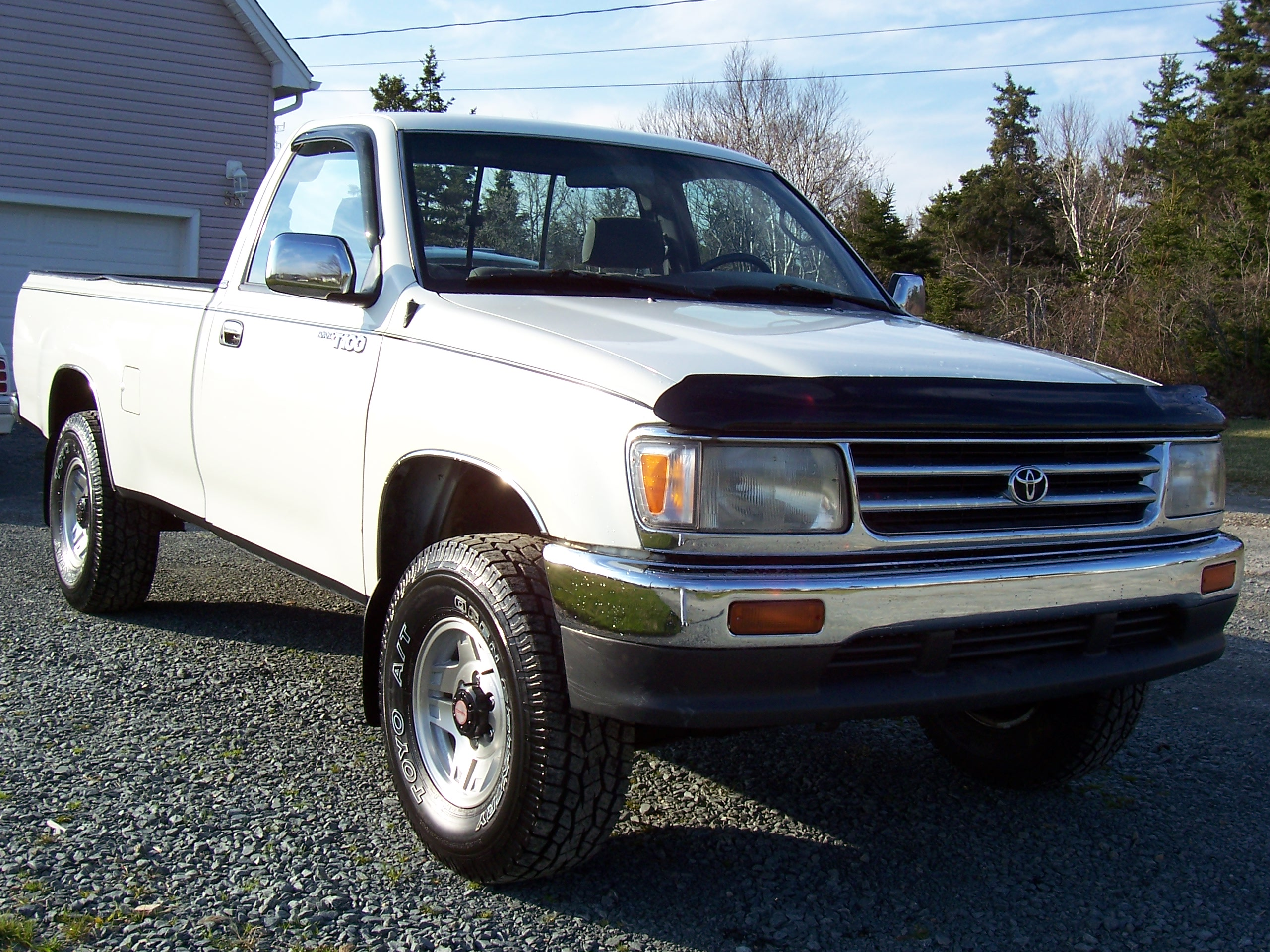
Toyota T100 4X4 SR5 1993

A medida que Toyota se estableció firmemente en el mercado de camionetas compactas de América del Norte entre los años 80 y 90, la compañía decidió ofrecer una camioneta más grande que la compacta para ofrecer una alternativa al mercado tradicional de camionetas pickup de tamaño completo de América del Norte. Los concesionarios de Toyota de América del Norte habían estado clamando durante mucho tiempo por una camioneta Toyota de tamaño completo, especialmente a la luz del alto porcentaje de propietarios de camionetas Toyota que pasaron a las camionetas domésticas de tamaño completo. El T100 reflejaba una filosofía de diseño de productos específicamente para mercados internacionales localizados, donde los productos tradicionales vendidos y fabricados en Japón no se venderían bien. Este enfoque también se demuestra con la introducción del Toyota Camry de tamaño medio (XV10) que era más grande que el compacto Toyota Camry (V30) en 1991, y nuevamente en 1997 cuando el Toyota Sienna reemplazó al lento Toyota Previa.
Se rumoreaba desde hacía muchos años que la Toyota T100 de 1993 contaba con una camioneta pickup de tamaño completo (8 pies), pero conservaba la configuración del motor y la suspensión de su hermana menor y mayor, la camioneta Toyota compacta . Aunque la T100 era un poco más grande que la competitiva Dodge Dakota de tamaño mediano, todavía era marcadamente más pequeña que las camionetas pickup estadounidenses de tamaño completo de la época. Esto significó que el T100 ocupó su propio nicho en el mercado de camiones. Antes de presentar el T100, la empresa reflexionó sobre su historia de fabricación de camiones comerciales y los productos que ofrecía en el pasado. Los productos anteriores comenzaron con el Toyota G1, el Toyota FA, el Toyota BX, el Toyota Stout, el Toyota ToyoAce y el Toyota Dyna, y su éxito en el mercado con su División Hino . Aunque económica, confiable y práctica, la T100 tardó en ser aceptada por los compradores tradicionales de competidores de tamaño completo, mientras que era más grande que la Toyota Truck seguida por las camionetas compactas Toyota Tacoma. Desconfiando del rechazo del mercado de competir directamente con los Tres Grandes, Toyota eligió este tamaño algo más pequeño (y una línea limitada) para no correr el riesgo de retrocesos y cuotas de importación. El T100 fue diseñado y fabricado para el mercado norteamericano y no se vendió en Japón. Sus dimensiones exteriores lo colocarían en elRegulaciones de clasificación de tamaño normal del gobierno japonés e incurriría en costos de registro más altos, al tiempo que competiría con camiones comerciales que ya se venden en Japón.
Aunque las ventas fueron lentas al principio, las ventas del T100 alcanzaron la gama media de 40.000 vehículos vendidos (1996) en los Estados Unidos. Las ventas del Chevrolet C/K fueron de aproximadamente 700.000 por año, mientras que las ventas de la Ford F-Series aumentaron de 550.000 a casi 850.000 y las de Dodge pasaron de 100.000 a 400.000 con la introducción del nuevo Dodge Ram en 1993. Las ventas del T100 cayeron aproximadamente el 30 por ciento cuando la nueva Ram salió al mercado en octubre de 1993, 11 meses después del lanzamiento de la T100 en noviembre de 1992.

## Críticas
Tras su presentación, el T100 fue criticado por varias cosas. La primera fue ser demasiado pequeña para atraer a los compradores de camiones de trabajo de tamaño completo, la segunda fue la falta de una cabina extendida, y la tercera y quizás la crítica más importante fue la falta de un motor V8, siendo el único motor disponible un V6 de 3.0 litros , que ya se encontraba en las camionetas compactas de Toyota y en la 4Runner. Aunque muchos lo consideraron críticas, Toyota afirmó que todos estos fueron factores que se tuvieron en cuenta al diseñar y producir el T100. Afirmaron que el tamaño más pequeño estaba planeado para ofrecer una camioneta más grande con una "sensación" compacta, un Xtracab estaba en el horizonte y el V6 de 3.0 litros proporcionaría una economía de combustible mucho mejor que los vehículos con los que aspiraba a competir. Tanto el motor V6 como las dimensiones algo más pequeñas se vieron influenciadas por preocupaciones ambientales, cuestiones que eran irrelevantes para los compradores de camionetas estadounidenses.
Más allá de las cuestiones de tamaño y potencia, la T100 recibió algunos elogios de los medios de comunicación, al obtener el premio de J.D. Power and Associates Initial Quality Survey "Mejor camioneta de tamaño completo" y el premio "Lo mejor de lo nuevo" de la revista Popular Science en su primer año. en el mercado. El T100 fue el primer vehículo, automóvil o camión, en recibir un "Premio a la encuesta de calidad inicial" en su primer año de producción. Para 1994 (el segundo año modelo de la camioneta) y 1995 (el tercero), la T100 fue nuevamente galardonada como "Mejor camioneta de tamaño completo en calidad inicial" por J.D. Power and Associates. En 1997, el T100 fue galardonado una vez más con los "Tres vehículos principales en calidad inicial: segmento de tamaño completo" por J.D. Power and Associates.

## Diseño

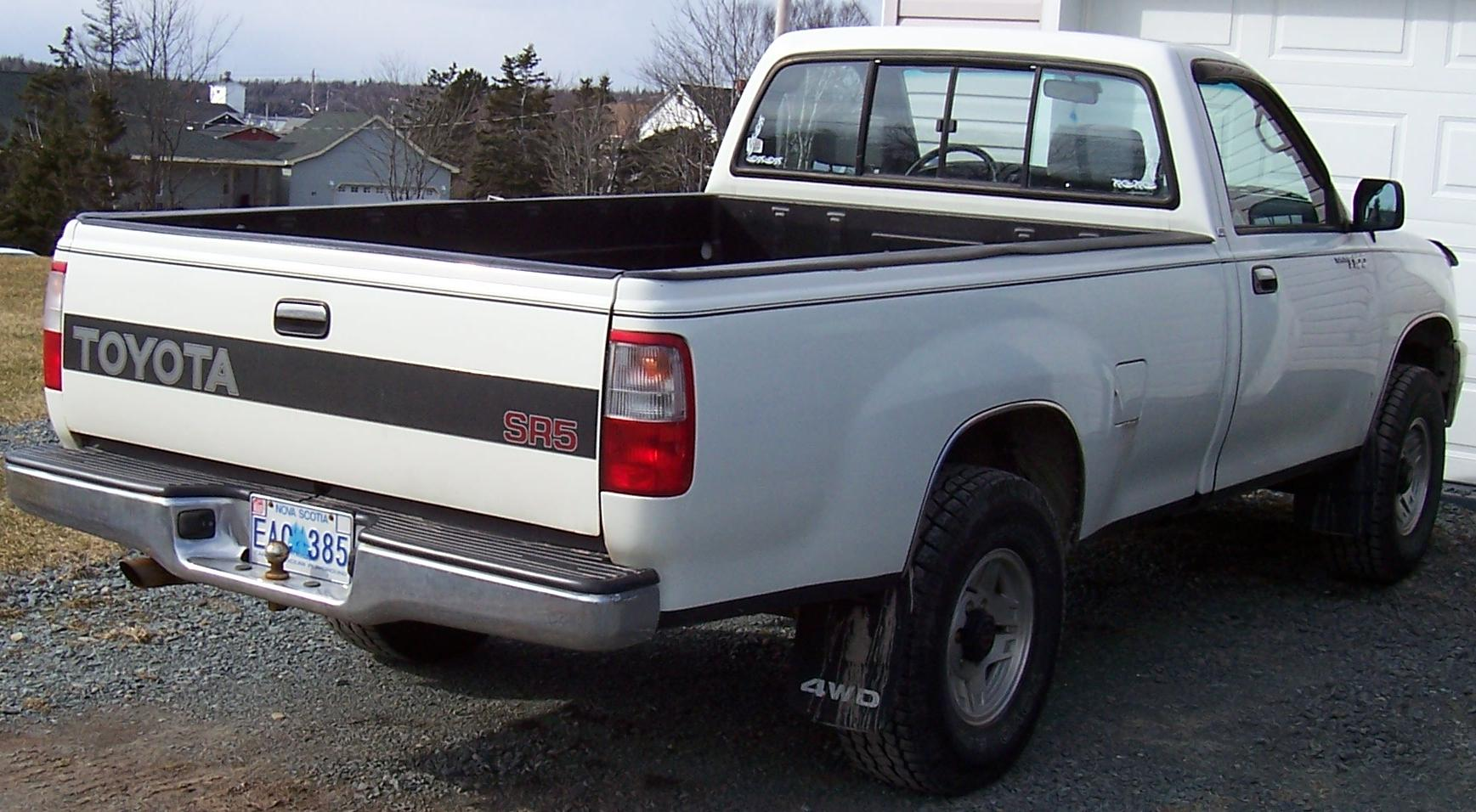
Toyota T100 4X4 1993 (vista trasera)

Cuando se presentó, el T100 tenía una configuración de cabina, una cabina regular y un motor disponible, un V6 de 3.0 L con 150 hp (112 kW) y 180 lb⋅ft (244 N⋅m) de torque. En 1993, se agregó un motor 2.7 L de cuatro cilindros en línea con 150 hp (112 kW), igual que el 3.0 V6, y 177 lb⋅ft (240 N⋅m) de torque con la esperanza de atraer a nuevos compradores con promete una mayor economía de combustible y un precio más bajo (que los modelos anteriores). La T100 fue la primera camioneta pickup importada que podía transportar una hoja de madera contrachapada de 4 por 8 pies entre los huecos de las ruedas. [4] La cabina regular podía sentarse a tres en el asiento delantero del banco; esto se dividió en el modelo SR5. Los automáticos recibieron un cambio de columna mientras que los manuales se montaron en el piso, donde la caja de transferencia. La palanca de cambios también se encontraba en los modelos 4WD.
Toyota finalmente se dio cuenta de que no había otra alternativa que agregar más potencia a la camioneta y para el año modelo 1995 Toyota agregó 190 hp (142 kW) y 220 lb⋅ft (298 N⋅m) de torque 3.4 L V6. Un modelo Xtracab apareció varios meses después del año modelo 1995, sentado en la misma distancia entre ejes de 121.8 pulgadas (3.094 mm) con una cama de 6.25 pies (1.9 m). Esto proporcionó un impulso en las ventas del 150 por ciento para 1995. [5] El T100 recibió solo cambios menores a lo largo de su funcionamiento, aparte de los cambios de motor y la adición de Xtracab. Se instaló una bolsa de aire del lado del conductor para MY 1994 (una bolsa de aire del lado del pasajero nunca estuvo disponible), y las ruedas más grandes de 16 pulgadas se convirtieron en la norma para la mayoría de los modelos 4X4 a partir de 1996. Era evidente a finales de 1996 / principios de 1997 que Toyota ya estaba invirtiendo en su próximo camión (lo que finalmente se convirtió en el Toyota Tundra). En ese momento (finales de la década de 1990), algunos creían que un T100 renovado con un motor V8 estaba en camino, y hubo algunos informes de que los T100 con motor V8 alterados se usaban como mulas de prueba, pero al final nunca llegó a suceder, y el T100 fue reemplazado por el Toyota Tundra.
Toyota Racing Development (TRD) introdujo un sobrealimentador para el motor de 3.4 litros en 1996 y estuvo disponible para el T100, el Tacoma y el 4Runner con el V6 de 3.4 litros (y más tarde el Tundra). La potencia saltó al rango de 260 hp (194 kW) (dependiendo de la generación del supercargador) y 250 lb⋅ft (339 N⋅m) a 265 lb⋅ft (359 N⋅m) de torque. Este complemento de energía solo estaba disponible para los modelos T100 de 1997–1998. Los T100 con motor 3.4 V6 anteriores tienen diferentes diseños de computadora y eléctricos que no son compatibles con el dispositivo TRD.
El T100 fue fabricado y diseñado parcialmente por la subsidiaria de Toyota, Hino. Se ofrecieron tres líneas de acabado: el modelo base, el DX y el SR5 de primera línea . La capacidad máxima de remolque era de 5200 lb (2360 kg) y el camión tenía un límite de carga útil de 2,450 libras. Aunque la mayoría de los camiones cayeron dentro de la categoría de 1/2 tonelada, se ofreció un modelo de 1 tonelada (en forma de tracción en dos ruedas) durante varios de sus años anteriores hasta que finalmente se abandonó debido a la falta de interés.
Todos los T100 se ensamblaron en Tokio, Japón y, como resultado, estaban sujetos a un arancel de importación del 25% en todas las camionetas ligeras importadas. La T100 fue la última camioneta Toyota fabricada en Japón para América del Norte cuando la producción cesó en julio de 1998, las ventas se eliminaron gradualmente en agosto y finalizaron con el año modelo 1998. El T100 fue reemplazado por el Tundra con motor V8 más grande que debutó en 1999. Toyota había planeado originalmente continuar con el sistema de nombres T100 al llamar al nuevo camión el "Toyota T-150"; Ford hizo una afirmación exitosa de que se trataba de una infracción de marca registrada de su F-150 y el nombre tenía que cambiarse.

### Cambios año tras año
MI 1993
- Cabina estándar, solo cama larga
- Solo motor V6 de 3.0 litros (150 caballos de fuerza - 180 lb⋅ft (240 N⋅m) de torque)

MI 1994
- Se agregó una bolsa de aire del lado del conductor.
- Motor I4 de 2.7 litros agregado a la línea (150 caballos de fuerza - 177 lb⋅ft (240 N⋅m) de torque)

MI 1995
- Motor V6 de 3.4 litros agregado a la línea (190 caballos de fuerza - 220 lb⋅ft (300 N⋅m) de torque)
- 3.0 litros V6 descatalogado
- Modelo Xtracab agregado a la alineación
- El año pasado para el modelo 4X4 con cabina regular

MI 1996
- Cambios de color

MI 1997
- Se agregó a la alineación una rueda más grande de 16 pulgadas
- Cambios de color
- TRD presenta un sobrealimentador V6 de 3.4 litros (aproximadamente 245 caballos de fuerza - 285 lb⋅ft (386 N⋅m) de torque)

MI 1998
- El año pasado para el T100
- Cambios de color

## Galería
|                          |
| Toyota T100 4X4 SR5 1993 |

|                                                               |
| Motor T100 V6 de 3.0 litros: disponible desde 1992 hasta 1994 |

|                                                                   |
| Motor T100 de 2.7 litros I4 cilindros - disponible de 1993 a 1998 |

|                                                         |
| Motor T100 V6 de 3.4 litros - disponible de 1994 a 1998 |

|                                                                      |
| Motor T100 sobrealimentado V6 de 3.4 litros, disponible en 1996-1998 |

|                         |
| 1995 Toyota T100 DX 4x4 |